# Маловка (Ульяновская область)
Маловка — деревня в Новоспасском районе Ульяновской области в составе Новоспасского городского поселения.

## География
Находится правом берегу реки Сызранка на расстоянии примерно 2 километра по прямой на запад от районного центра поселка Новоспасское.

## История
В 1913 году в деревне было 59 дворов, 392 жителя, конный завод и мельница. В 1990-е годы работало отделение коопхоза им.Платтена.

## Население
Население составляло 28 человек (русские 89%) в 2002 году, 34 по переписи 2010 года.